# Dixie Tighe
Dixie Tighe, née le 23 mai 1905 à Charleston, en Caroline du sud, et morte de 31 décembre 1946 à Tokyo, est une journaliste et une correspondante de guerre américaine ayant principalement œuvré pendant la Seconde Guerre mondiale.

## Biographie
Dixie Tighe née en 1905 au sein d'une famille fortement liée au journalisme : son père, William Tighe, est correspondant à Washington pour les journaux de William Randolph Hearst ; sa mère, Josephine Tighe, est également journaliste et son frère ainé, Matt Tighe, est reporter et rédacteur en chef pour plusieurs journaux entre différents engagements dans l'armée.
Elle devient journaliste pour différents journaux de la côte est à partir de 1925,.
Avant la Seconde Guerre mondiale, elle couvre notamment le procès de Bruno Hauptmann, responsable de l'enlèvement du fils de Charles Lindbergh. Elle réalise également des reportages dans le cadre de cours de plongée et de parachutisme qu'elle prend à titre personnel, . 
Pendant la Seconde Guerre mondiale, Elle travaille principalement pour l'agence de presse International News Service et pour le New York Times. Elle est alors connue « pour son langage direct et son style de vie flamboyant ».  
A une époque où les correspondantes de guerre sont encore rares, elle est la première femme avec ce titre à suivre en 1943 pendant plus de douze heures une mission de chasse anti-sous-marine à bord d'un Short Sunderland. 
Elle se voit refuser avec l'américaine Betty Gaskill et la britannique Judy Barden le droit d’accompagner les parachutistes américains le jour J sur la Normandie. Les autorités déclarent alors que la secousse du parachute pourrait « endommager leur « délicat appareil féminin », provoquant des saignements vaginaux ».  
Elle est autorisée à venir en France un peu plus de deux semaines après le débarquement pour réaliser des reportages sur le personnel médical de l'armée.  
Dixie Tighe rentre aux États-Unis à l'automne 1944. Elle donne quelques conférences dans les mois qui suivent puis part en Asie comme correspondante du New York Post. En 1945, elle est la première femme à parcourir la route de Ledo entre l'Inde et la Chine. Pendant son séjour en Inde, elle réalise un court interview de Gandhi.  
Lorsque le secrétaire à la Guerre Robert P. Patterson honore les correspondants de guerre lors d'un événement à Washington, D.C., le 23 novembre 1946, Dixie Tighe fait partie des récipiendaires. 
Peu de temps après cette cérémonie, elle part pour Tokyo dans le cadre de son travail. Le 27 décembre 1946, lors d'un évènement organisé pour l'ensemble des correspondants américains présents au Japon, elle est prise de violents maux de tête. Elle est amenée à l'hôpital de Tokyo pour y être examinée. Une hémorragie cérébrale lui est diagnostiquée. Elle décède des suites de cette attaque le 31 décembre 1946. 
Elle est enterrée au cimetière des étrangers (Gaikokujin Bochi) de Yokohama. 
Le 20 avril 1947, lors d'un cérémonie en l'honneur de cinq femmes journalistes, le président Harry Truman remet à la mère de Dixie Tighe un prix à titre posthume.  